# R. Talsorian Games
R. Talsorian Games est un éditeur américain de jeux de rôle situé à Renton. Le premier jeu qui l'a fait connaître fut Cyberpunk.
Il a créé un système de règles générique nommé Fuzion.

## Jeux édités
- Cyberpunk 2020
- Mekton Zeta (mecha)
- Château Falkenstein (steampunk)
- Bubblegum Crisis : Megatokyo - the Roleplaying Game
- DragonBall Z Anime Adventure Game
- Armored Trooper Votoms : The Roleplaying Game d'après l'animé AT Votoms
- Teenagers From Outer Space (où l'on joue des ados extra-terrestres envoyés faire leurs études dans les universités américaines)
- The Witcher